# Кекердом
Кекердом (нід. Kekerdom) — село в нідерландській провінції Гелдерланд. Входить до муніципалітету Берг-ен-Дал. Перші згадки про населений пункт датуються початком 9-го сторіччя.

## Галерея

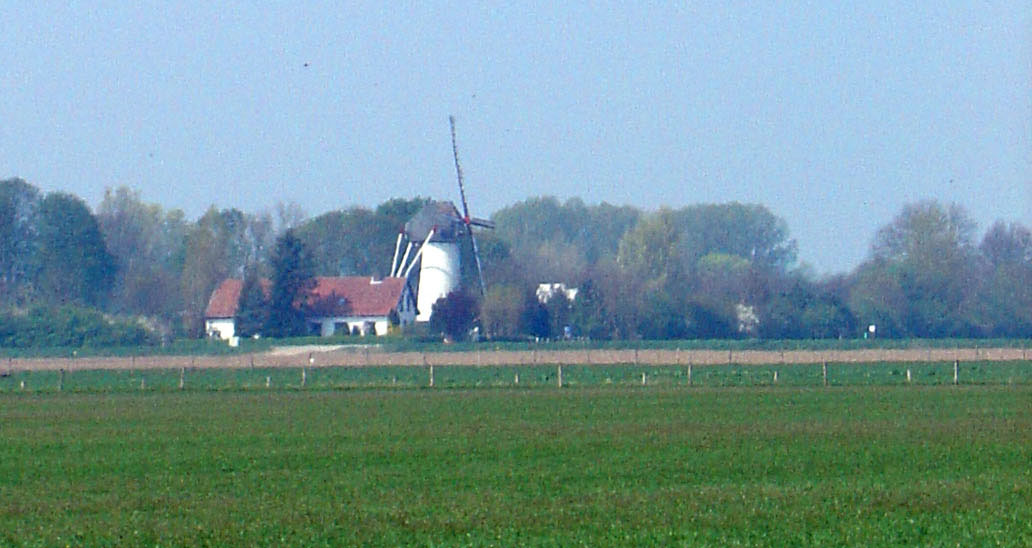
Вітряк
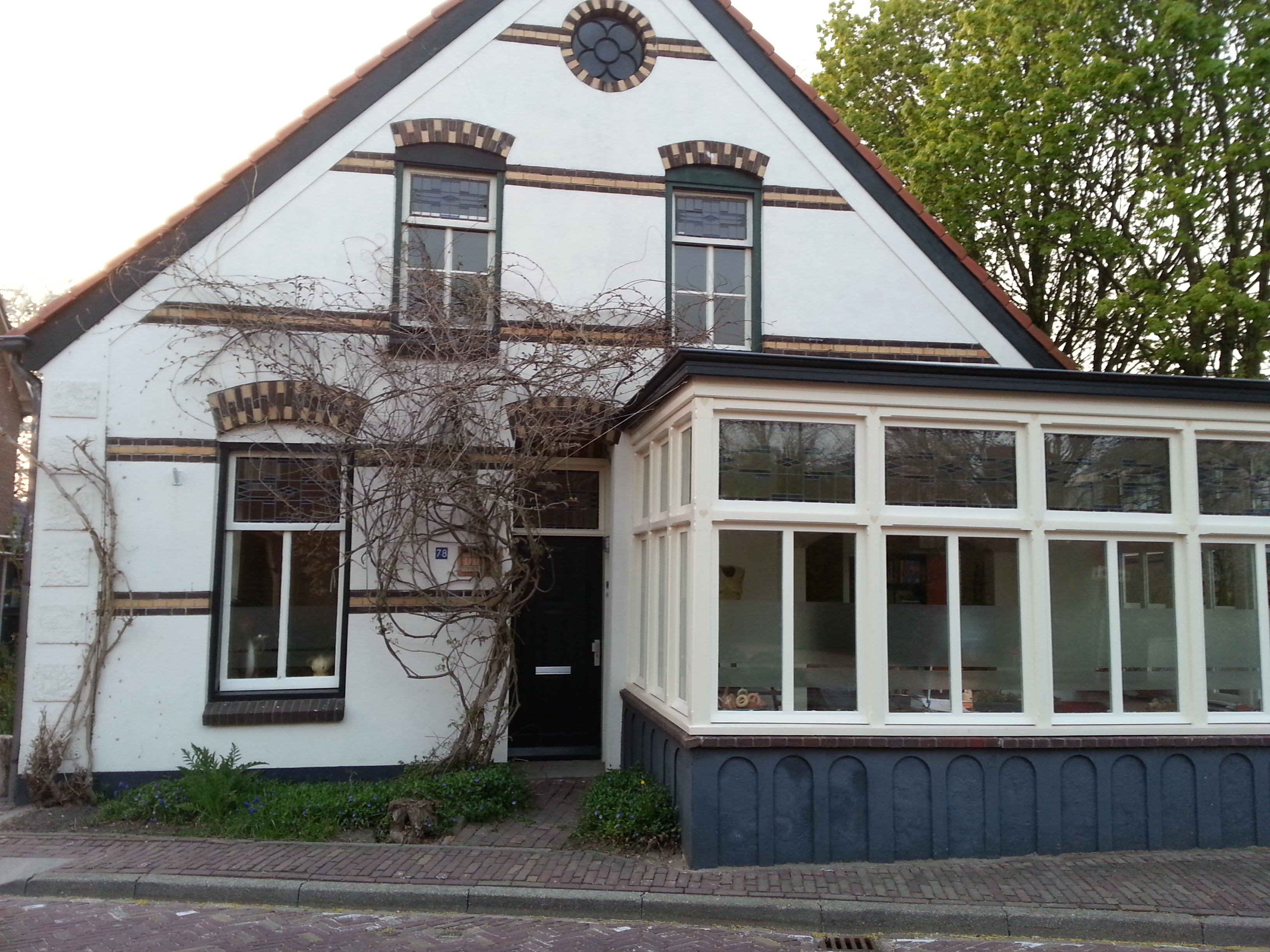
Сільський будинок
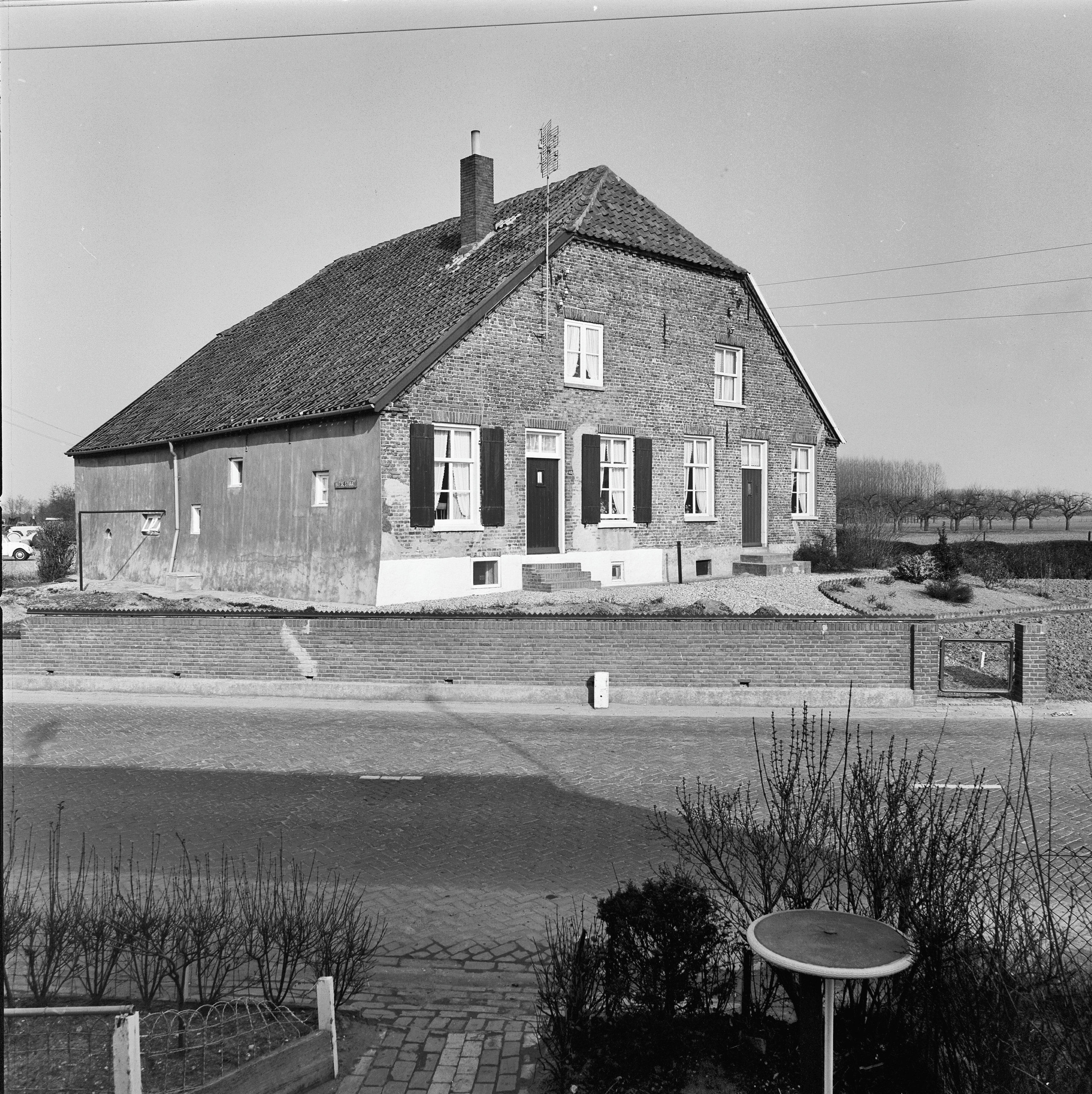
Ферма